# Kanaalstraat (Rekem)

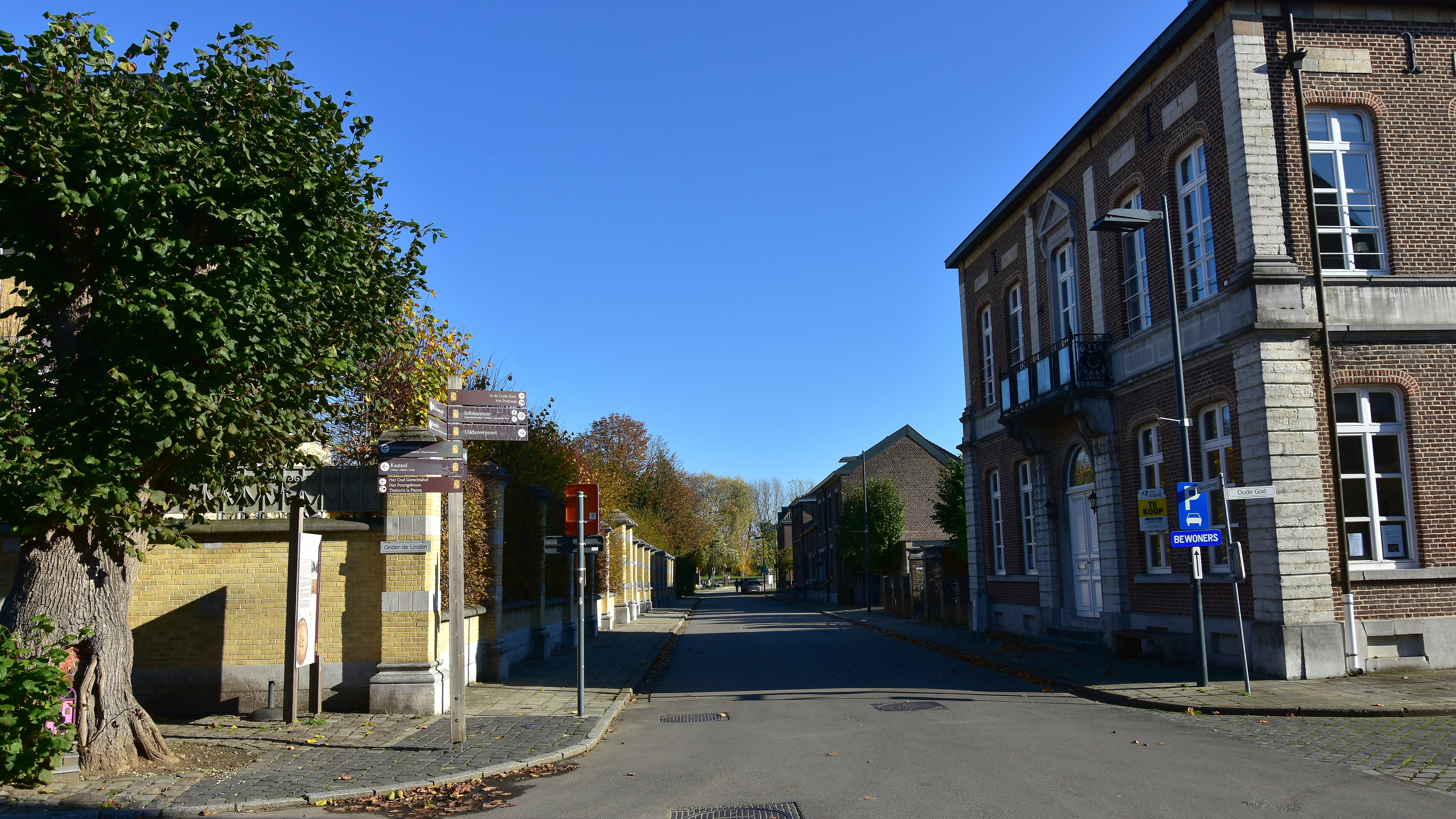
Kanaalstraat te Rekem met links het kasteel

De Kanaalstraat is een straat in Oud-Rekem (gemeente Lanaken) in de Belgische provincie Limburg.
Ontstaan tussen 1846 en 1859 (na de bouw van een gemeentehuis) leidde de Kanaalstraat tot in de jaren tachtig naar een brug over de Zuid-Willemsvaart. Deze brug werd in de jaren tachtig verlegd naar het zuiden. Voor 1823 liep de verbinding met Uikhoven via Oude God en de Ucoverpoort. Destijds reikte het domein van het Kasteel d'Aspremont-Lynden nog tot de noordzijde van Oude God. Ter hoogte van de Kanaalstraat bevonden zich de Franse tuinen van het domein.
De straat maakt samen met de Patersstraat en de Herenstraat deel uit van de oostwestas van het dorp. De overige bebouwing dateert eveneens uit de 19e eeuw. Aan de noordzijde sluit een bakstenen muur met ijzeren hek het kasteeldomein af van de straat.
Groenplaats · Herenstraat · Engelenstraat · Isabellastraat · Kanaalstraat · Nieuwe Walstraat · Onder de Linden · Oude God · Patersstraat · Schijfstraat · Walstraat